# Paratrema numenii
Paratrema numenii är en plattmaskart. Paratrema numenii ingår i släktet Paratrema och familjen Philophthalmidae. Inga underarter finns listade i Catalogue of Life.